# Carl Bertrand
Carl Bertrand (* 25. oder 26. Juli 1816 in Nastätten; † 22. Oktober 1895 in Wiesbaden) war ein deutscher Arzt und Übersetzer.

## Familie
Carl Bertrands Vater, der Apotheker Seris Bertrand, soll aus Mogendorf bei Neuwied stammen. 1800–1828 führte Seris Bertrand die Hofapotheke in Nastätten, wo er 1826/27 zudem als Postexpeditor diente. 1808 war ihm auch für zehn Jahre erlaubt worden, die Apotheke in Sankt Goarshausen zu führen, was ihm jedoch später untersagt wurde. Von der Witwe des 1814 verstorbenen Anton Beck konnte er auch dessen Apotheke ersteigern. Nachdem er von Döring die Apotheke in Schwalbach übernommen hatte, beantragte er 1827, ihn zum Apotheker für das Medizinalamt L.-Schwalbach zu ernennen und die Apotheke in Nastätten bis Ende 1828 durch einen Provisor verwalten zu lassen.
1838 wurde Seris Bertrand auf seinen Antrag wegen seines hohen Alters aus dem Staatsdienst entlassen, und sein Sohn Friedrich zum Apotheker an seiner Stelle ernannt. 1842 versuchte Seris Bertrand eine Entschädigung für den Entzug seiner Privilegien zu erlangen.
Friedrich Bertrand wurde 1856 Medizinalassessor und war noch 1866 im Besitz der Apotheke in Langenschwalbach.

## Leben
Carl Bertrand war Medizinalakzessist in Hachenburg, ab 1840 in Nassau und später in Hattenheim. Ab etwa 1849 war er Arzt in Oestrich und während der Kurzeit Kur- bzw. Badearzt in Schlangenbad. 1852 weilte die Kaiserin von Russland in Schlangenbad, was einige Verbesserungen brachte. Der hysterischen Gattin eines englischen Kollegen verpasste er eine Spritze.
1857 heiratete er Josephine Chamot (1827–1871).
Später wurde er Geheimer Sanitätsrat. Seinen Ruhestand verbrachte er in Wiesbaden.

## Werke
- Das Schlangenbad. In: Die Nassauischen Heilquellen Soden, Cronthal, Weilbach, Wiesbaden, Schlangenbad, Schwalbach und Ems. Beschrieben durch einen Verein von Ärzten nebst geognostischer Skizze und Karte des Taunus. Verlag Christian Wilhelm Kreidel, Wiesbaden 1851, S. 147–213 (336 S., eingeschränkte Vorschau in der Google-Buchsuche).
- Über die Zulässigkeit grösserer Operationen bei Blutern. 1892.
- Dante Alighieri. Die Hölle (Göttliche Komödie I.). Metrisch übertragen von Dr. med. Carl Bertrand. Heidelberg: Verlag von Gustav Koester, 1887.
- Dante Alighieri. Das Purgatorium (Göttliche Komödie II.). Metrisch übertragen von Dr. med. Carl Bertrand. Heidelberg: Verlag von Gustav Koester, 1891.
- Dante Alighieri. Das Paradies (Göttliche Komödie III.). Metrisch übertragen von Dr. med. Carl Bertrand. Heidelberg: Verlag von Gustav Koester, 1894.